# Komisariat Straży Granicznej „Jabłonka”
Komisariat Straży Granicznej „Jabłonka” – jednostka organizacyjna Straży Granicznej pełniąca służbę ochronną na granicy polsko-czechosłowackiej w latach 1928–1939.

## Formowanie i zmiany organizacyjne
Rozporządzeniem Prezydenta Rzeczypospolitej Polskiej Ignacego Mościckiego z 22 marca 1928 roku, do ochrony północnej, zachodniej i południowej granicy państwa, a w szczególności do ich ochrony celnej, powoływano z dniem 2 kwietnia 1928 roku  Straż Graniczną.
Rozkazem nr 7 z 25 września 1929 roku w sprawie reorganizacji i zmian dyslokacji Małopolskiego Inspektoratu Okręgowego komendant Straży Granicznej płk Jan Jur-Gorzechowski określił numer i strukturę komisariatu. 
Rozkazem nr 1 z 29 stycznia 1934 roku w sprawach [...] zmian przydziałów, komendant Straży Granicznej płk Jan Jur-Gorzechowski wyłączył placówkę I linii „Zawoja” z komisariatu Straży Granicznej „Jabłonka” i włączył w skład komisariatu Straży Granicznej „Korbielów”.
Rozkazem nr 1 z 27 marca 1936 roku  w sprawach [...] zmian w niektórych inspektoratach okręgowych, komendant Straży Granicznej płk Jan Jur-Gorzechowski utworzył placówkę Straży Granicznej I linii „Przywarówka”.
Rozkazem nr 2 z 30 listopada 1937 roku w sprawach [...] przeniesienia siedzib i likwidacji jednostek, komendant Straży Granicznej płk Jan Gorzechowski utworzył posterunek SG „Chyże”.
Rozkazem nr 2 z 8 września 1938 roku w sprawie terminologii odnośnie władz i jednostek organizacyjnych formacji, komendant Straży Granicznej płk Jan Gorzechowski zniósł posterunek SG „Tarnów”.
Rozkazem nr 3 z 31 grudnia 1938 roku  w sprawach  reorganizacji jednostek [...], komendant Straży Granicznej płk Jan Jur-Gorzechowski zmienił rozgraniczenia placówek komisariatu Straży Granicznej „Jabłonka”.
Rozkazem nr 12 z 14 lipca 1939 roku w sprawie reorganizacji placówek II linii i posterunków wywiadowczych oraz obsady personalnej, komendant Straży Granicznej gen. bryg. Walerian Czuma zniósł posterunek SG  „Zubrzyca Górna”

## Służba graniczna
W 1939 roku zmieniono rozgraniczenia placówek:
- placówka I linii „Przywarówka” od kamienia granicznego nr 104 z przesunięciem w kierunku południowym (lewym) do kamienia granicznego nr 87. Długość odcinka placówki 7 km.
- placówka I linii „Roztoki” od kamienia granicznego nr 87 z przesunięciem w kierunku południowym do kamienia granicznego nr 75.
- rozgraniczenie z następną placówką I linii „Lipnica Wielka” to krzywa linia przez kotę 771 i 691, tartak w Lipnicy Małej do granicy gromad Lipnica Mała i Zubrzyca Dolna. Długość odcinka  placówki 6,5 km.
- placówka I linii „Lipnica Wielka” od kamienia granicznego nr 75 z przesunięciem w kierunku południowym do kamienia granicznego nr 57. Długość odcinka placówki 14 km.
- posterunek I linii „Chyżne” od kamienia granicznego nr 57.
- lewe skrzydło posterunku jak i rozgraniczenie placówki I linii „Chyżne” pozostawały bez zmiany

Wydarzenia
W 1939 roku „Czata” informowała, że: 
- „Duży pożar w Jabłonce Orawskiej pomagali gasić wszyscy podoficerowie miejscowego komisariatu i placówki II linii”[9].
- na terenie placówki „Przywarówka” zastrzelony został 21 letni przemytnik narodowości słowackiej[10]

Sąsiednie komisariaty
- komisariat Straży Granicznej „Korbielów” ⇔ komisariat Straży Granicznej „Czarny Dunajec” − 1935[11]

## Funkcjonariusze komisariatu
| Kierownicy/komendanci komisariatu | Kierownicy/komendanci komisariatu | Kierownicy/komendanci komisariatu | Kierownicy/komendanci komisariatu |
| stopień                           | imię i nazwisko                   | okres pełnienia służby            | kolejne stanowisko                |
| --------------------------------- | --------------------------------- | --------------------------------- | --------------------------------- |
| podkomisarz                       | Stanisław Roloff                  | 1930 – 1932                       |                                   |
| komisarz                          | Janusz Pawłowski                  | - 1 XIII 1937                     | Małopolski IO                     |
| komisarz                          | Tadeusz Seidler-Wiśniewski        | 12 III 1938 -                     |                                   |
| aspirant                          | Władysław Igielski                | 24 III 1939 –                     |                                   |
| Zastępcy komendanta komisariatu   |                                   |                                   |                                   |
| starszy strażnik                  | Roman Omelan                      | 1 V 1939 –                        |                                   |

## Struktura organizacyjna

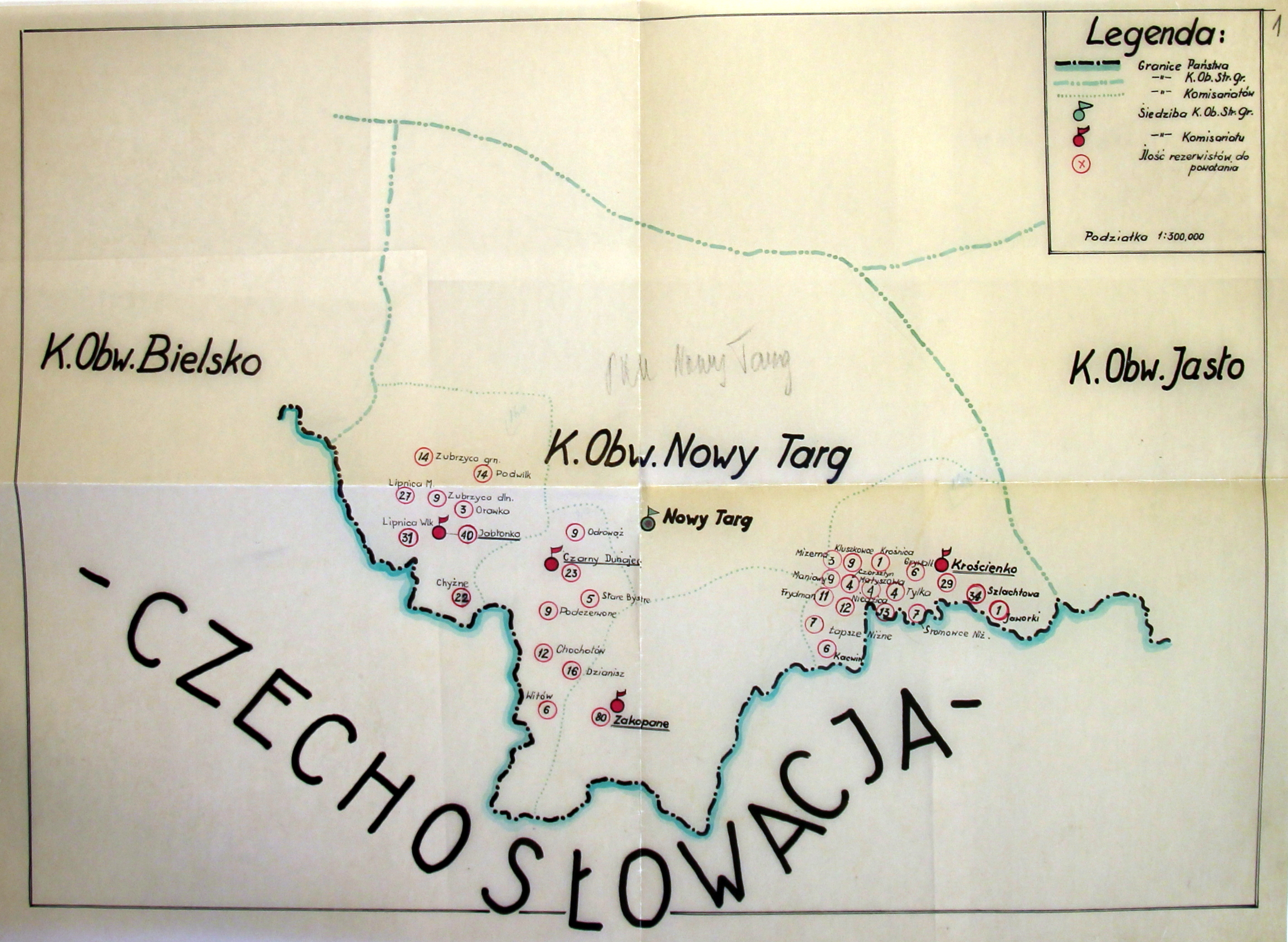
Szkic Obwodu SG „Nowy Targ”

Organizacja komisariatu we wrześniu 1929:
- 1/18 komenda − Jabłonka
- placówka Straży Granicznej I linii „Zawoja”
- placówka Straży Granicznej I linii „Roztoki”
- placówka Straży Granicznej I linii „Lipnica Wielka”
- placówka Straży Granicznej I linii „Chyżne”
- placówka Straży Granicznej II linii „Jabłonka”

Organizacja komisariatu w 1931:
- komenda − Jabłonka (51 km)
- placówka Straży Granicznej I linii „Jabłonka”
- placówka Straży Granicznej I linii „Zawoja” → w 1934 przeniesiona do komisariatu „Korbielów”
- placówka Straży Granicznej I linii „Roztoki”
- placówka Straży Granicznej I linii „Lipnica Wielka”
- placówka Straży Granicznej I linii „Chyżne”
- placówka Straży Granicznej II linii „Jabłonka”

Organizacja komisariatu w 1935:
- komenda − Jabłonka
- placówka Straży Granicznej I linii „Roztoki”
- placówka Straży Granicznej I linii „Lipnica Wielka”
- placówka Straży Granicznej I linii „Chyżne”
- placówka Straży Granicznej II linii „Jabłonka”